# Eräjärvi
Eräjärvi var en tidigare kommun i Jämsä härad i Tavastehus län. Ytan var 84,9 km² och kommunen beboddes av 1 900 människor med en befolkningstäthet av 22,4 km² (1908-12-31).
Eräjärvi var enspråkigt finskt och blev del av Orivesi 1 januari 1973.